# Mazuecos de Valdeginate
Mazuecos de Valdeginate es un municipio y localidad española de la provincia de Palencia, en la comunidad autónoma de Castilla y León. El término municipal tiene una población de 79 habitantes (INE 2024).

## Geografía

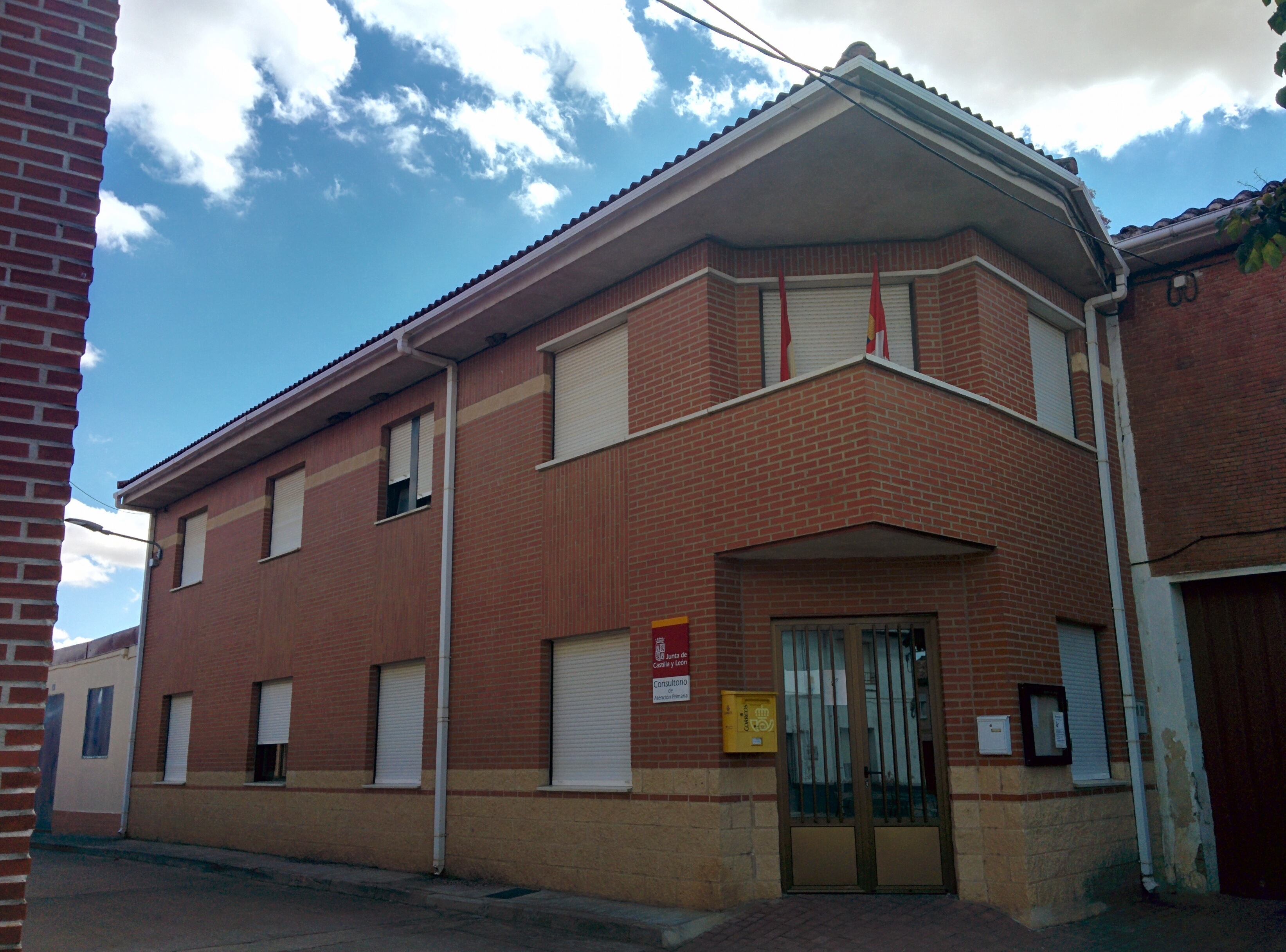
Casa consistorial

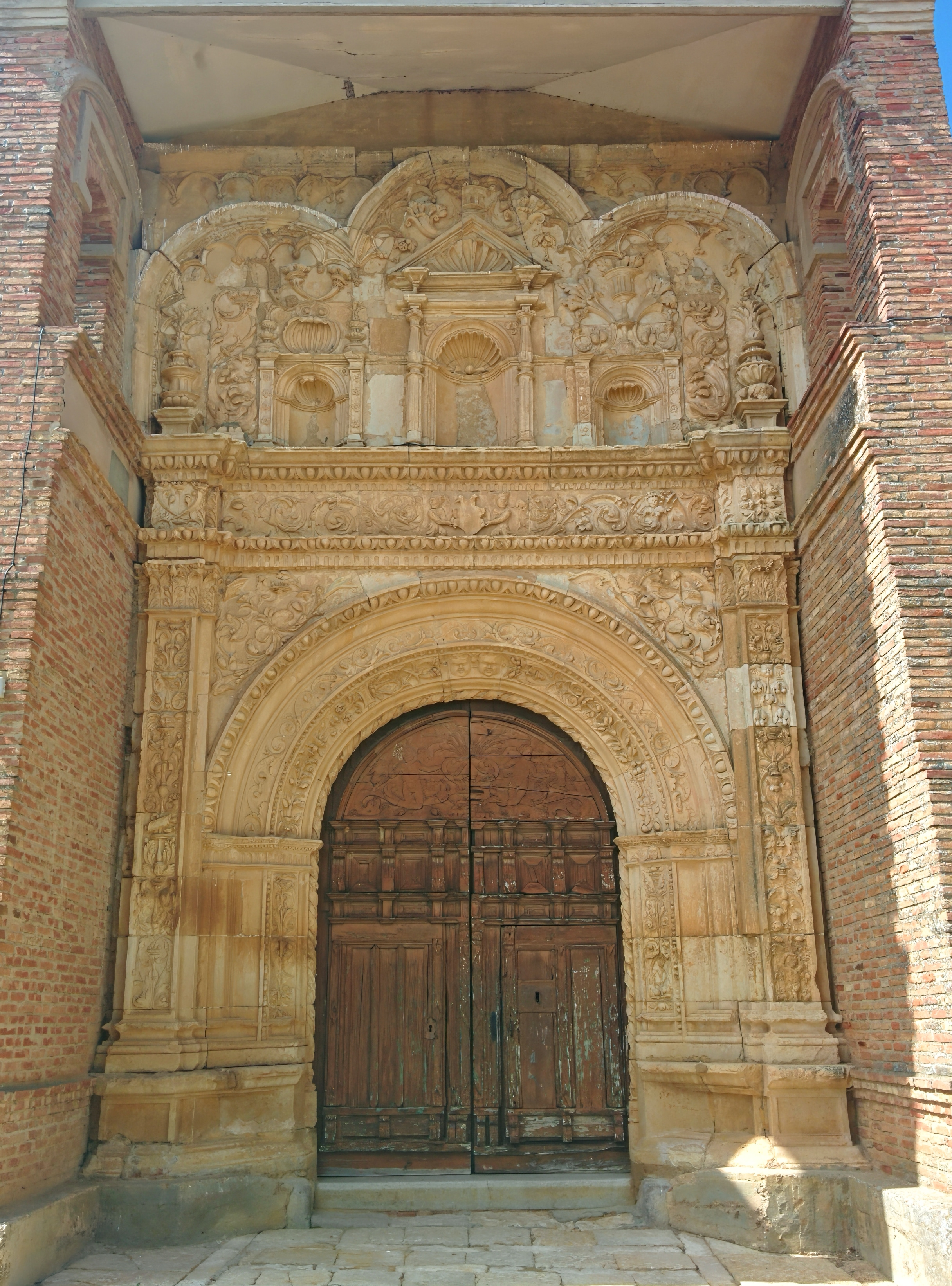
Portada de la iglesia de San Miguel. c. 1530

El término municipal está integrado dentro de la zona de especial protección para las aves denominada La Nava-Campos Norte perteneciente a la Red Natura 2000.

## Historia
A la caída del Antiguo Régimen la localidad se constituye en municipio constitucional en el partido de Frechilla , conocido entonces como Mazuecos y que en el censo de 1842 contaba con 114 hogares y 593 vecinos.
Así se describe a Mazuecos de Valdeginate en la página 325 del tomo XI del Diccionario geográfico-estadístico-histórico de España y sus posesiones de Ultramar, obra impulsada por Pascual Madoz a mediados del siglo XIX:

MAZUECOS

Villa con ayuntamiento en la provincia y diócesis de Palencia (6 leguas), partido judicial de Frechilla (1/2), audiencia territorial y capitanía general de Valladolid (11).
Situada al extremo O en un declive próximo al río Valdeginate. El clima es algo frío, y muy combatido por el viento N y NO, padeciéndose con frecuencia calenturas intermitentes.
Consta de 112 casas de mediana construcción inclusa la de ayuntamiento y cárcel que están en un mismo edificio distribuidas en 14 calles y algunas plazuelas de piso regular. Para alivio de los enfermos y transeúntes pobres hay 1 hospital donde se presta los auxilios que sus dolencias requieren lo menos a 6 de aquellos, y 1 escuela de primeras letras concurrida por indeterminado número de niños y niñas en la que se les enseña a leer, escribir y contar. La dotación del maestro consiste en 100 ducados pagados del fondo de propios y siete cargas de trigo que dan los padres de los alumnos.
A 1/2 cuarto de legua al N hay una fuente de exquisita agua y a igual distancia al O otra de no tan buena calidad. La iglesia parroquial bajo la advocación de San Miguel está servida por 1 cura de primer ascenso, 2 beneficiados, sacristán y organista. Próximo a esta se halla el campo-santo a la parte del O, y al N la ermita del Santo Cristo de Arenillas.
Confina el término por N con el despoblado de Arenillas; E el de Villatoquite y Villalumbroso; S Frechilla, y O Guaza. Su extensión de N a S es de 3/4 de legua incluso el despoblado de Arenillas, y 1 legua de E a O. El término del citado despoblado es de común aprovechamiento entre el pueblo que nos ocupa y el de Cisneros.
El terreno es de mediana clase y casi todo de segunda y tercera calidad. El río Valdeginate le baña por la parte NE, y después de regar el término de San Román de la Cuba donde tiene su origen, pasa al de Cisneros, entra en el de esta que describimos, corre por el de Frechilla, Autillo, Abarca, Castromocho, ex-convento de los Ángeles, Baquerín, y desemboca en la laguna denominada Nava por el término de Mazariegos. Al NE de la villa hay una pequeña alameda que comprende 600 estadales de 10 1/2 pies cada uno.
Los caminos son de pueblo a pueblo y su estado muy malo, especialmente en invierno. La correspondencia se recibe de Palencia por un valijero de este pueblo, los martes y viernes y sale los lunes y jueves.
Producciones: trigo de buena calidad, alguna cebada y centeno, y pocas legumbres; se cría ganado lanar churro basto; caza de liebres, perdices y codornices, y pesca de bermeja menuda.
Industria: la agrícola.
Comercio: la exportación de granos para Santander, y la importación de algunos artículos de consumo diario.
Población: 114 vecinos, 593 almas.
Capital productivo: 58.300 reales. Imponible: 19.943. El presupuesto municipal se cubre con el producto de las fincas de propios y otros arbitrios.

Si hemos de juzgar el vecindario que esta villa tuvo en lo antiguo por los vestigios que se hallan, es de creer que fuese bastante numeroso; pues a mucha distancia del pueblo se ven restos de edificios y 2 iglesias arruinadas que prueban de un modo cierto que hasta aquellos sitios se extendía la población.

Hasta la reforma de la nomenclatura municipal de 1916 el municipio se llamaba simplemente Mazuecos. En dicha fecha su nombre fue modificado por el de Mazuecos de Valdeginate.

## Demografía
Cuenta con una población de 79 habitantes (INE 2024).
| Gráfica de evolución demográfica de Mazuecos de Valdeginate entre 1842 y 2021 |
| |
| Población de derecho según los censos de población del INE Población de hecho según los censos de población del INEEn estos censos se denominaba Mazuecos: 1842, 1857, 1860, 1877, 1887, 1897, 1900 y 1910 |

## Fiestas
San Juan de Ortega, celebrado el 2 de junio. El pueblo acude en solemne romería llevando al Santo por el camino conocido como Camino del Cristo hasta la ermita del Santo Cristo de Arenillas, siendo el santo acompañado por la patrona del pueblo, por San Isidro, patrón del los agricultores y por San Antonio de Padua.
El 15 de agosto se celebra la Asunción de Nuestra Señora, pasando a ser la semana cultural, ya que es cuando el pueblo tiene más habitantes venidos de diversas capitales.